# Mladen Mladenović
Pour les articles homonymes, voir Mladenović.
Mladen Mladenović est un footballeur international croate né le 13 septembre 1964. Il était milieu de terrain.